# 清水紫琴
清水紫琴（日语：／ Shimizu Shikin，1868年1月11日—1933年7月31日），本名清水豐子（日语：／ Shimizu Toyoko），是活躍於日本明治時代的小說家和女權運動家，亦為日本最早的女性職業記者之一。岡山出身、京都長大的她在求學階段結束後，於1880年代開始投入社運，接著又到東京以雜誌社記者和編輯的身分撰文倡議女權、揭櫫各種關於不平等現象的社會議題，除了「紫琴」之外，其作家生涯中尚以數個不同的筆名發表過文章。清水後來於1900年代從文壇引退，過著相夫教子的生活。

## 生平
清水豐子於1868年1月11月誕生在日本西部的岡山（今屬岡山縣備前市境內），其父清水貞幹是京都府官僚，因此她童年的大部份時間也在該城渡過。1881年，清水自京都府立女學校暨女紅場（後改名京都府立第一高等女學校）畢業——這在當時相信女子不值得接受小學以上教育的社會下，被認為是相對高的學歷。儘管如此，清水仍無法繼續就學，而改赴她父親的圖書館，閱讀裡面的西方文學經典和日本知識份子的著作。1885年時，她嫁給了在京都參與自由民權運動的律師岡崎晴正，雖然這段婚姻僅維持兩年，即因岡崎在外納妾而以離婚告終，不過清水正是透過他而結識了福田英子和植木枝盛等社運人士。此後，她開始到全國各地發表社會議題演講，並在1888年與一群活動家發起請願，要求對一些促成女性通姦立罪化的刑則和其他因素進行改革，並發言反對一夫多妻制及其對女性造成的影響。她還在同年替植木的著作《東洋之婦女》（1889年出版）寫序，成為該文的數位女性撰序者之一。
23歲時，清水搬到首都東京，任職於巖本善治的《女學雜誌》。她為了反對在其入社幾個月前通過的「集會及政社法」禁止女性參加政治集會，而撰寫（泣告親愛的姊妹）一文加以批判，而其1890年文章（當今女學生的覺悟如何？）也一樣旨在擁護女性參與權。6個月內，清水即昇任為女學雜誌的主編，也在明治女學校兼任作文教師。約在此時期中，她與其好友景山英子的丈夫——大井憲太郎展開戀情，並懷了他的骨肉，而請假返鄉，回京都照顧重病的父親，還將兒子生了下來。大井想要迫使清水嫁給他，卻因為搞混地址而將給她的信誤寄到景山手中，使後者知悉了這場婚外情，兩位女子間的裂痕從未復癒。1892年，清水因為罹病而住進醫院，兒子也因此被送去跟其他家人一起生活。
當清水在同年內回到雜誌社工作後，她哥哥將之介紹給帝國大學農科大學的助理教授古在由直，兩人遂開始書信往來。縱使當代對離婚女子和單親媽媽有所貶視，而清水也對自己的過去坦承不諱，她與古在依然修成正果、於該年內結婚，翌年便有了兩人的第一個孩子。古在於1895年前往德國留學，清水則再度搬回京都與婆婆同住，並以通訊記者的身分寫作，使用的數個筆名包括（露子）、（豐）和「文子」等，1896年後則以「紫琴」為主要筆名。隨著撰文體裁的不同，她的筆名也會跟著變換，例如「露子」一名主要用於虛構類作品。1900年，古在學成歸國，而清水也在1901年發表末篇作品（夏子的左思右想），回到東京與丈夫重聚，從此自寫作界告退。儘管外界懷疑這是因為古在由直逼她絕筆所致，但此結論卻與她的本性相互矛盾。隱退後的清水育有6個孩子，上又照顧著老父和兄長，並替擔任東京帝國大學校長的丈夫維持家庭。她最後於1933年辭世，生前的作品在1983年由其次子、時任名古屋大學教授的古在由重集冊成書，名為《紫琴全集》。
清水是日本第一位女性職業記者，惟因群眾行動主義遭禁而被迫轉向寫作。她曾一度試用過「言文一致」的風格筆耕，使行文更加口語化和去記敘化，近似於模仿演講，但此後則選定以「戲作」（通俗小說）為文風、以社會議題為中心。她的作品關乎平等權，評斷此主題的面向包括女性教育、婚姻、離婚、男女不一的雙重標準和部落民所受的歧視。此外，她也竭力在作品中鼓勵女性追求解放、鼓起勇氣表達自我。

## 作品選集
- （當今女學生的覺悟如何），1890年[9]
- （女文學家為何如此晚出現），1890年[27]
- （為何女子不獲准參加政談集會），1891年[9]
- （破碎的戒指），1891年[29]
- （一位青年的異樣述懷），1892年[22]
- （泣告親愛的姊妹），1890年[32]
- （花園隨筆），1895年－1899年[33]
- （當代二人娘），1897年[34]
- （心之鬼），1897年[35]
- （往下流的水），1898年[35]
- （移民學園），1899年[9]
- （夏子的左思右想），1901年[26]

## 文獻
- Copeland, Rebecca L. . Honolulu, Hawaii: University of Hawaii Press. 2000. ISBN 978-0-8248-2291-0.
- George, P.A. (编). . New Delhi, India: Northern Book Centre. 2006. ISBN 978-81-7211-205-9.
- Jennison, Rebecca. . Adorno, Theodor W.; Pickford, Henry W.  (编). . New York, New York: Columbia University Press. 2005. ISBN 978-0-231-13505-4.
- Horimoto, Fumiko.  (PDF) (学位论文). Toronto, Canada: University of Toronto. 1999  [2016-04-01]. （原始内容存档 (PDF)于2020-11-08）.
- Okuda, Akiko; Okano, Haruko. . Studies in Oriental Religions 42. translated by Alison Watts. Wiesbaden, Germany: Otto Harrassowitz Verlag（英语：Harrassowitz Verlag）. 1998. ISBN 978-3-447-04014-3.
- Tanaka, Yukiko. . Jefferson, North Carolina: McFarland（英语：McFarland）. 2000. ISBN 978-0-7864-0852-8.
- Wellhäußer, Nadja.  (PDF). The Ryukoku Journal of Humanities and Sciences (Ryukoku University). 2007, 29 (1): 127–147  [2016-03-10]. ISSN 0289-0917. （原始内容 (PDF)存档于2016-03-11）.
- Winston, Leslie. . Critical Asian Studies (Routledge). 2007, 39 (3): 447–481  [2016-02-29]. ISSN 1467-2715. doi:10.1080/14672710701527535.